# Nordisk Östmission
Nordisk Östmission är en svensk missionsorganisation grundad 1956 av Konstantin von Koch, tillsammans med några svenska och danska vänner. Den danska avdelningen lades ned 1978. Huvudsyftet är att sprida Evangelisk-luthersk kristendom i Östeuropa samt bistå med humanitär hjälp till folkgrupper där. NÖ stöder verksamhet i Ukraina, Lettland, Moldavien och Ryssland i samarbete med lokala lutherska kyrkor. NÖ har sitt säte i Göteborg. Ordförande är sedan 2006 civilingenjör Martin Wihlborg.
Tidskrift, utgiven i Danmark 1956-1975 (en fortsättning av "Fra Ruslandsmissionen" från 1934) och i Sverige 1964- av ovanstående organisation. Utkommer sedan 1977 med fyra nummer per år.

## Ordförande
- 1956–1970 Olof Sandén (1902–1970)
- 1970–1981 Kurt Nyström (1909–1983)
- 1981–1987 Bertil Lundberg
- 1987–1990 Josef Axelsson
- 1990–1997 Anders Hjalmarsson
- 1997–2006 Bengt Westholm

### Kassörer
- 1956–1964 Ludvig Lindqvist
- 1964–1988 Sigrid Dergård
- 1988–1996 Erik Granbom
- 1996–2006 Anders Eliasson